# 萨朗斯
萨朗斯（法語：Sarrance，法語發音：[saʁɑ̃s]）是法国大西洋比利牛斯省的一个市镇，位于该省东南部，属于奥洛龙-圣玛丽区。

## 地理
萨朗斯（43°3'4"N, 0°36'7"W）面积46.75 平方千米，位于法国新阿基坦大区大西洋比利牛斯省，该省份为法国东南部省份，涵盖了贝阿恩与北巴斯克，西临大西洋比斯開灣，北至朗德省，东北接热尔省，东临上比利牛斯省，南与西班牙接壤。
与萨朗斯接壤的市镇（或旧市镇、城区）包括：阿萨斯普-阿罗斯、艾迪尤斯、伯杜斯、比耶勒、比耶尔、伊索尔、卢尔迪奥斯-伊谢尔、奥斯昂纳斯普。

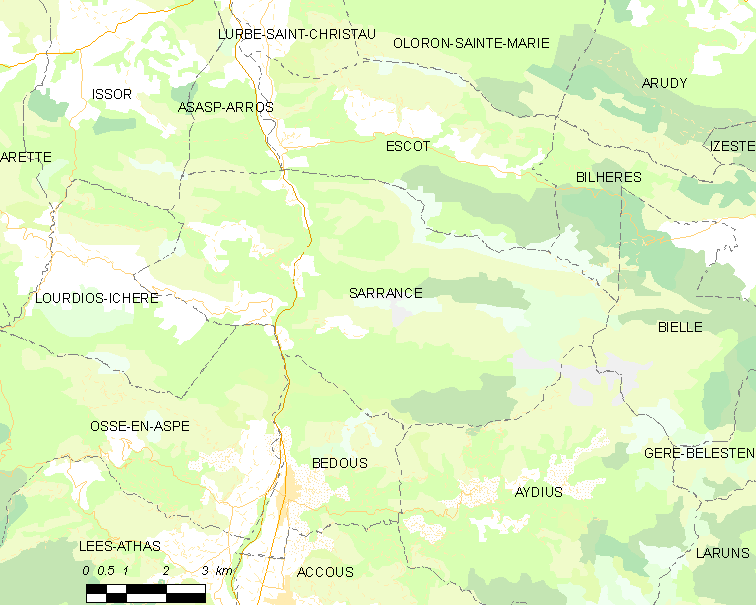
萨朗斯的OSM定位图

萨朗斯的时区为UTC+01:00、UTC+02:00（夏令时）。

## 行政
萨朗斯的邮政编码为64490，INSEE市镇编码为64506。

## 政治
萨朗斯所属的省级选区为奥洛龙-圣玛丽第一县。

## 人口

1962-2008年间萨朗斯人口变化图示

萨朗斯于2022年1月1日时的人口数量为155人。